# Do Re Mi

Do Re Mi est un film de comédie satirique malaisien en noir et blanc de 1966, réalisé par et avec P. Ramlee. Le concept était en partie basé sur l'idée des Trois Stooges, avec P. Ramlee jouant le personnage de Do. Son succès a conduit à deux suites : Nasib Do Re Mi (également 1966) et Laksamana Do Re Mi (1972), le dernier film de P. Ramlee avant sa mort.

## Synopsis
Do Re Mi raconte l'histoire de trois amis, à savoir Masdo ou Do (P. Ramlee), Amore ou Re (A. R. Tompel) et Minami ou Mi (Ibrahim Din), qui rencontrent des difficultés dans la recherche d'emploi et les affaires familiales. Do, un homme qui ne se soucie pas de la vie familiale et a beaucoup de dettes, trompe son beau-père pour obtenir de l'argent. Lui et sa femme se séparent par la suite en raison de divergences. Do part pour la ville afin de recommencer une nouvelle vie. Re, quant à lui, a une femme qui travaille dans un club de nuit, tandis qu'il s'occupe des tâches domestiques. En raison de la négligence de Re qui a permis que l'argent de sa femme soit volé, il est chassé de la maison et part chercher du travail en ville. Mi, un célibataire amoureux d'une fille vivant en face de chez lui, Milah (Wan Chik Daud), a souvent de la chance car cette fille accepte de lui prêter de l'argent, bien qu'il soit sans emploi. Un jour, alors que Mi cherche un emploi, il aide à attraper un voleur qui a arraché le sac à main d'une femme. Do et Re, qui sont également à la recherche d'un emploi au bureau du travail, entendent les cris de la femme et poursuivent Mi, le prenant pour le voleur. C'est ainsi que les trois deviennent amis et vivent diverses situations comiques. Ensemble, ils relèvent de nombreux défis pour trouver un moyen de subsistance et surmonter les épreuves de la vie.

## Fiche technique
- Titre : Do Re Mi
- Réalisation : P. Ramlee
- Scénario : P. Ramlee
- Pays d’origine :  Malaisie
- Langue : malais
- Format : Noir et blanc
- Date de sortie : 1966